# Niall mac Eochada
Niall mac Eochada (m. 1063), fue rey de Ulaid de 1016.
Su padre, Eochada mac Ardgair, murió en 1004. Sus primeras aventuras militares fueron contra miembros de su propia familia, los Dál Fiatach. Derrotó a un primo en 1012 en la ‘batalla de las Cumbres' y en 1020 venció y cegó a Flaithbertach Ua Eochada.
En 1022  derrotó a los nórdicos de Dublín en mar. Después venció al reino de Airgialla, reino cliente de los Cenel nEogain. En 1024 invadió Dublín y tomó rehenes, repitiendo la operación dos años después.
En 1044 mac Eochada atacó el reino de Brega, pero fue derrotado, perdiendo 200 hombres.
En 1047 se alió con Diarmait mac Maíl na mBó al que ayudó a presionar a los reinos de Mide, Brega y Dublín
En 1056, los Uí Néill del sur capturaron 3,000 vacas y 60 cautivos de su cliente Dál nAraidi que también fue saqueado por los Cenél nEógain en 1059.
El hijo de Niall, Eochaid (m. 1062) fue considerado co-rey de Ulaid con su padre. El hijo de Eochaid, Donn Sléibe Ua hEochada (m. 1091) fue también rey de Ulaid, como era muchos de sus descendientes.